# جکسون (فیلم ۲۰۱۵)
جکسون (انگلیسی: Jackson) فیلمی در ژانر کمدی رمانتیک است که در سال ۲۰۱۵ منتشر شد.